# Targi Książki we Frankfurcie nad Menem
Targi Książki we Frankfurcie nad Menem (niem. Frankfurter Buchmesse, ang. Frankfurt Book Fair) – targi książki w Niemczech.

## Charakterystyka
Historia targów sięga średniowiecza, kiedy Johannes Gutenberg wynalazł w XV wieku druk, kilka kilometrów od obecnego miejsca targów. Do XVII wieku Frankfurt stanowił centralne miejsce handlu książką w Europie. W XVIII wieku rolę tę przejął, również niemiecki, Lipsk. Po II wojnie światowej (1949) role się odwróciły i obecnie impreza we Frankfurcie jest największą w swojej branży w świecie (około 7000 wystawców z ponad 100 krajów; 2500 wydarzeń). Targi stanowią handlowy oręż Niemieckiego Związku Księgarstwa (Börsenverein des Deutschen Buchhandels). Od lat są organizowane w październiku.
Bezpośrednim organizatorem jest Messe Frankfurt GmbH.

## Goście honorowi
- 1976 – Ameryka Łacińska
- 1978 – literatura dziecięca
- 1980 – Czarna Afryka
- 1982 – literatura religijna
- 1986 – Indie
- 1988 – Włochy
- 1989 – Francja
- 1990 – Japonia
- 1991 – Hiszpania
- 1992 – Meksyk
- 1993 – Flandria i Holandia
- 1994 – Brazylia
- 1995 – Austria
- 1996 – Irlandia
- 1997 – Portugalia
- 1998 – Szwajcaria
- 1999 – Węgry
- 2000 – Polska
- 2001 – Grecja
- 2002 – Litwa
- 2003 – Rosja
- 2004 – świat arabski
- 2005 – Korea
- 2006 – Indie
- 2007 – Katalonia
- 2008 – Turcja
- 2009 – Chiny
- 2010 – Argentyna
- 2011 – Islandia
- 2012 – Nowa Zelandia
- 2013 – Brazylia
- 2014 – Finlandia
- 2015 – Indonezja
- 2016 – Flandria i Holandia
- 2017 – Francja
- 2018 – Gruzja
- 2019 – Norwegia

## Galeria

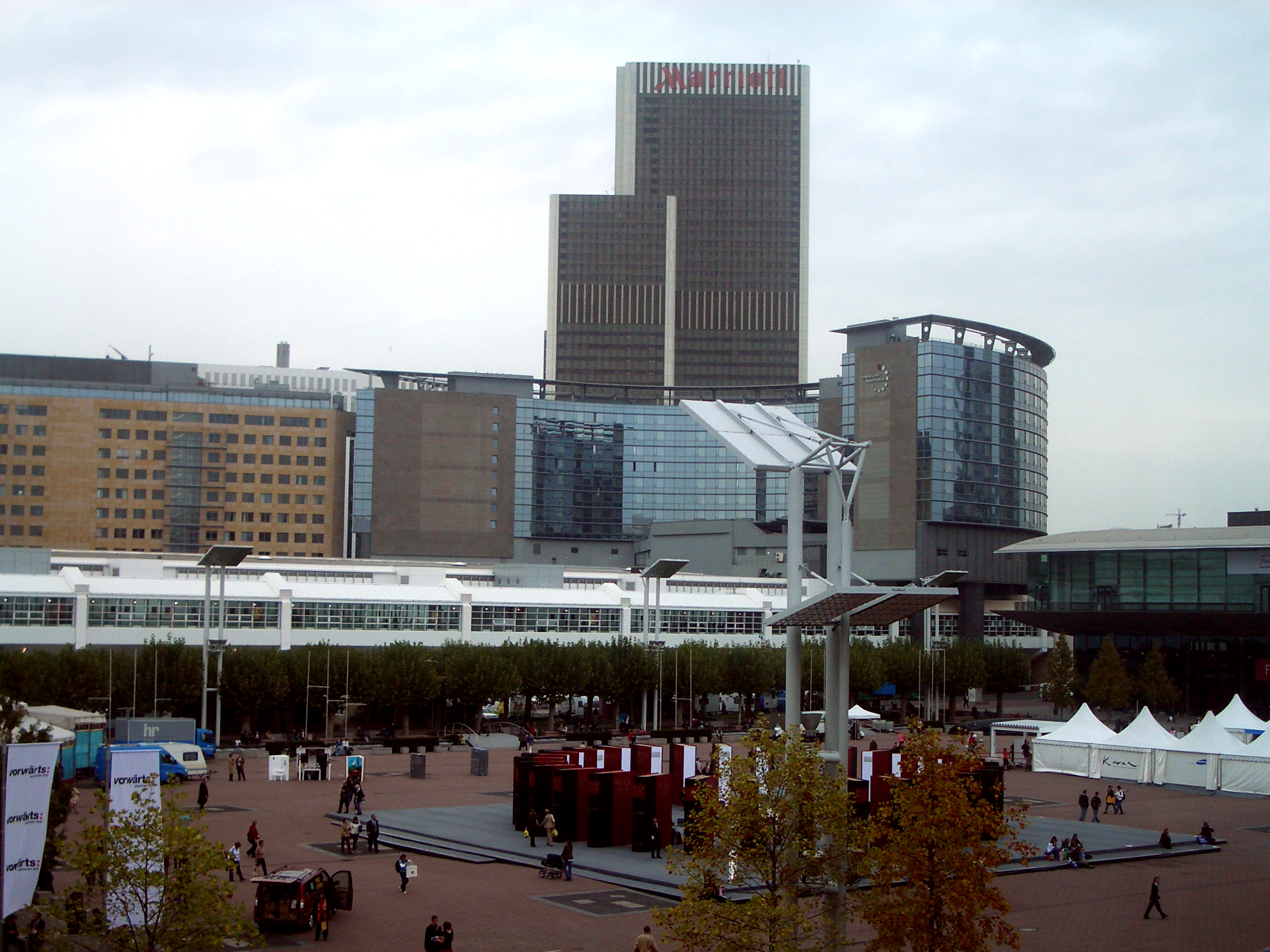
Tereny Targów Książki we Frankfurcie nad Menem
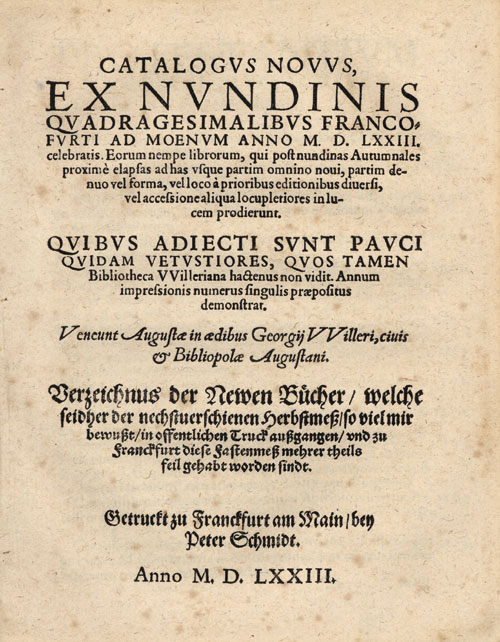
Katalog Targów Książki we Frankfurcie nad Menem z 1573 r.